# Brent Gilchrist
Brent Gilchrist (né le 3 avril 1967 à Moose Jaw en Saskatchewan au Canada) est un joueur de centre canadien professionnel retraité de hockey sur glace.

## Carrière
Dès ses débuts dans la LNH, Gilchrist s'est démarqué en étant un solide joueur tant au niveau offensif que défensif du jeu. Au niveau junior, il a excellé avec les Wings de Kelowna, puis les Chiefs de spokane avec qui il évoluait lorsque les Canadiens de Montréal on fait de lui leur 4e choix au repêchage de 1985. Il retourna néanmoins avec Spokane pour deux saisons où il marqua 45 buts à chacune de ces saisons.
Lors de sa saison recrue il afficha des résultats respectables et offrit du bon hockey, aidant son équipe à se rendre en finale de la Coupe Stanley. Ce n'est cependant qu'à la saison 1991-1992 qu'il arrivera à rester en permanence dans la LNH. Cependant, quelques mois plus tard, son aventure avec le CH prendra fin alors qu'il sera échangé en compagnie de Shayne Corson et Vladimir Vujtek aux Oilers d'Edmonton, en retour de Vincent Damphousse.
Avant la fin de la saison 1992-1993, il passera aux mains des North Stars du Minnesota qui, l'année suivante, furent transférés à Dallas et prirent le nom de Stars de Dallas. C'est avec ce club que Gilchrist put se développer pleinement dans la LNH. Sous la férule de Bob Gainey et Ken Hitchcock, il profita d'un temps de jeu accru et put améliorer ses attaques au filet ainsi que sa façon de couvrir son adversaire.
À l'été 1997, devenu joueur accompli, il accepta une offre de contrat avec les Red Wings de Détroit, avec qui il gagnera sa seule coupe Stanley en carrière, c'était la 2e de suite pour Détroit. Il manqua malheureusement la majorité des deux saisons suivantes en raison d'une opération majeure causée par une hernie, mais il a su rebondir et revenir au jeu en participant à 60 parties avec Détroit en 2000-2001.
La saison suivante, les Wings le placèrent au ballottage et il fut réclamé par l'équipe avec qui il a connu ses meilleures années, les Stars. À l'été 2002, il signa comme agent libre avec les Predators de Nashville pour qui il jouera ses 41 derniers matchs de hockey, après quoi, il devra annoncer son retrait de la compétition en raison de problèmes de dos qui sont revenus le hanter.

## Statistiques
| Saison      | Équipe                   | Ligue       |     | Saison régulière | Saison régulière | Saison régulière | Saison régulière | Saison régulière | Saison régulière |    | Séries éliminatoires | Séries éliminatoires | Séries éliminatoires | Séries éliminatoires | Séries éliminatoires | Séries éliminatoires |
| Saison      | Équipe                   | Ligue       | PJ  | B                | A                | Pts              | Pun              | +/-              | PJ               | B  | A                    | Pts                  | Pun                  | +/-                  |                      |                      |
| 1983-1984   | Wings de Kelowna         | LHOu        | 69  | 16               | 11               | 27               | 16               | -                | -                | -  | -                    | -                    | -                    | -                    |                      |                      |
| 1984-1985   | Wings de Kelowna         | LHOu        | 51  | 35               | 38               | 73               | 58               | -                | 6                | 5  | 2                    | 7                    | 8                    | -                    |                      |                      |
| 1985-1986   | Chiefs de Spokane        | LHOu        | 52  | 45               | 45               | 90               | 57               | -                | 9                | 6  | 7                    | 13                   | 19                   | -                    |                      |                      |
| 1986-1987   | Chiefs de Spokane        | LHOu        | 46  | 45               | 55               | 100              | 71               | -                | 5                | 2  | 7                    | 9                    | 6                    | -                    |                      |                      |
| 1986-1987   | Canadiens de Sherbrooke  | LAH         | —   | —                | —                | —                | —                | —                | 10               | 2  | 7                    | 9                    | 2                    | -                    |                      |                      |
| 1987-1988   | Canadiens de Sherbrooke  | LAH         | 77  | 26               | 48               | 74               | 83               | -                | 6                | 1  | 3                    | 4                    | 6                    | -                    |                      |                      |
| 1988-1989   | Canadiens de Montréal    | LNH         | 49  | 8                | 16               | 24               | 16               | 9                | 9                | 1  | 1                    | 2                    | 10                   | 0                    |                      |                      |
| 1988-1989   | Canadiens de Sherbrooke  | LAH         | 7   | 6                | 5                | 11               | 7                | -                | -                | -  | -                    | -                    | -                    | -                    |                      |                      |
| 1989-1990   | Canadiens de Montréal    | LNH         | 57  | 9                | 15               | 24               | 28               | 3                | 8                | 2  | 0                    | 2                    | 2                    | 2                    |                      |                      |
| 1990-1991   | Canadiens de Montréal    | LNH         | 51  | 6                | 9                | 15               | 10               | -3               | 13               | 5  | 3                    | 8                    | 6                    | 3                    |                      |                      |
| 1990-1991   | Canadiens de Montréal    | Fr-Tour     | 2   | 0                | 0                | 0                | 12               | -                | -                | -  | -                    | -                    | -                    | -                    |                      |                      |
| 1991-1992   | Canadiens de Montréal    | LNH         | 79  | 23               | 27               | 50               | 57               | 29               | 11               | 2  | 4                    | 6                    | 6                    | -2                   |                      |                      |
| 1992-1993   | Oilers d'Edmonton        | LNH         | 60  | 10               | 10               | 20               | 47               | -10              | -                | -  | -                    | -                    | -                    | -                    |                      |                      |
| 1992-1993   | North Stars du Minnesota | LNH         | 8   | 0                | 1                | 1                | 2                | -2               | -                | -  | -                    | -                    | -                    | -                    |                      |                      |
| 1993-1994   | Stars de Dallas          | LNH         | 76  | 17               | 14               | 31               | 31               | 0                | 9                | 3  | 1                    | 4                    | 2                    | -3                   |                      |                      |
| 1994-1995   | Stars de Dallas          | LNH         | 32  | 9                | 4                | 13               | 16               | -3               | 5                | 0  | 1                    | 1                    | 2                    | -1                   |                      |                      |
| 1995-1996   | Stars de Dallas          | LNH         | 77  | 20               | 22               | 42               | 36               | -11              | -                | -  | -                    | -                    | -                    | -                    |                      |                      |
| 1996-1997   | Stars de Dallas          | LNH         | 67  | 10               | 20               | 30               | 24               | 6                | 6                | 2  | 2                    | 4                    | 2                    | 0                    |                      |                      |
| 1997-1998   | Red Wings de Détroit     | LNH         | 61  | 13               | 14               | 27               | 40               | 4                | 15               | 2  | 1                    | 3                    | 12                   | 2                    |                      |                      |
| 1998-1999   | Red Wings de Détroit     | LNH         | 5   | 1                | 0                | 1                | 0                | -1               | 3                | 0  | 0                    | 0                    | 0                    | 0                    |                      |                      |
| 1999-2000   | Red Wings de Détroit     | LNH         | 24  | 4                | 2                | 6                | 24               | 1                | 6                | 0  | 0                    | 0                    | 6                    | -3                   |                      |                      |
| 2000-2001   | Red Wings de Détroit     | LNH         | 60  | 1                | 8                | 9                | 41               | -8               | 5                | 0  | 1                    | 1                    | 0                    | 0                    |                      |                      |
| 2001-2002   | Red Wings de Détroit     | LNH         | 19  | 1                | 1                | 2                | 8                | -3               | -                | -  | -                    | -                    | -                    | -                    |                      |                      |
| 2001-2002   | Stars de Dallas          | LNH         | 26  | 2                | 5                | 7                | 6                | -6               | -                | -  | -                    | -                    | -                    | -                    |                      |                      |
| 2002-2003   | Predators de Nashville   | LNH         | 41  | 1                | 2                | 3                | 14               | -11              | -                | -  | -                    | -                    | -                    | -                    |                      |                      |
| Totaux LNH  | Totaux LNH               | Totaux LNH  | 792 | 135              | 170              | 305              | 400              | -6               | 90               | 17 | 14                   | 31                   | 48                   | -4                   |                      |                      |
| Totaux LAH  | Totaux LAH               | Totaux LAH  | 84  | 32               | 53               | 85               | 90               | -                | 16               | 3  | 10                   | 13                   | 8                    | -                    |                      |                      |
| Totaux LHOu | Totaux LHOu              | Totaux LHOu | 218 | 141              | 149              | 290              | 202              | -                | 20               | 13 | 16                   | 29                   | 33                   | -                    |                      |                      |

## Honneurs et trophées
- Coupe Stanley en 1998.

## Transactions en carrière
- 1985 : repêché par les Canadiens de Montréal (4e choix de l'équipe, 79e au total).
- 27 août 1992 : échangé par Montréal aux Oilers d'Edmonton avec Shayne Corson et Vladimir Vujtek en retour de Vincent Damphousse et du choix de quatrième ronde des Oilers au repêchage de 1993 (Adam Wiesel).
- 5 mars 1993 : échangé par Edmonton aux North Stars du Minnesota en retour de Todd Elik.
- 9 juin 1993 : l'équipe du Minnesota est relocalisée et rebaptisée Stars de Dallas.
- 1er août 1997 : signe à titre d'agent libre avec les Red Wings de Détroit.
- 5 octobre 1998 : réclamé au ballottage par le Lightning de Tampa Bay.
- 5 octobre 1998 : échangé par le Lighning aux Red Wings de Détroit en retour de compensation future.
- 13 février 2002 : réclamé au ballottage par les Stars de Dallas.
- 11 juillet 2002 : signe à titre d'agent libre avec les Predators de Nashville.
- 2003 : se retire de la compétition.